# 화상 회의

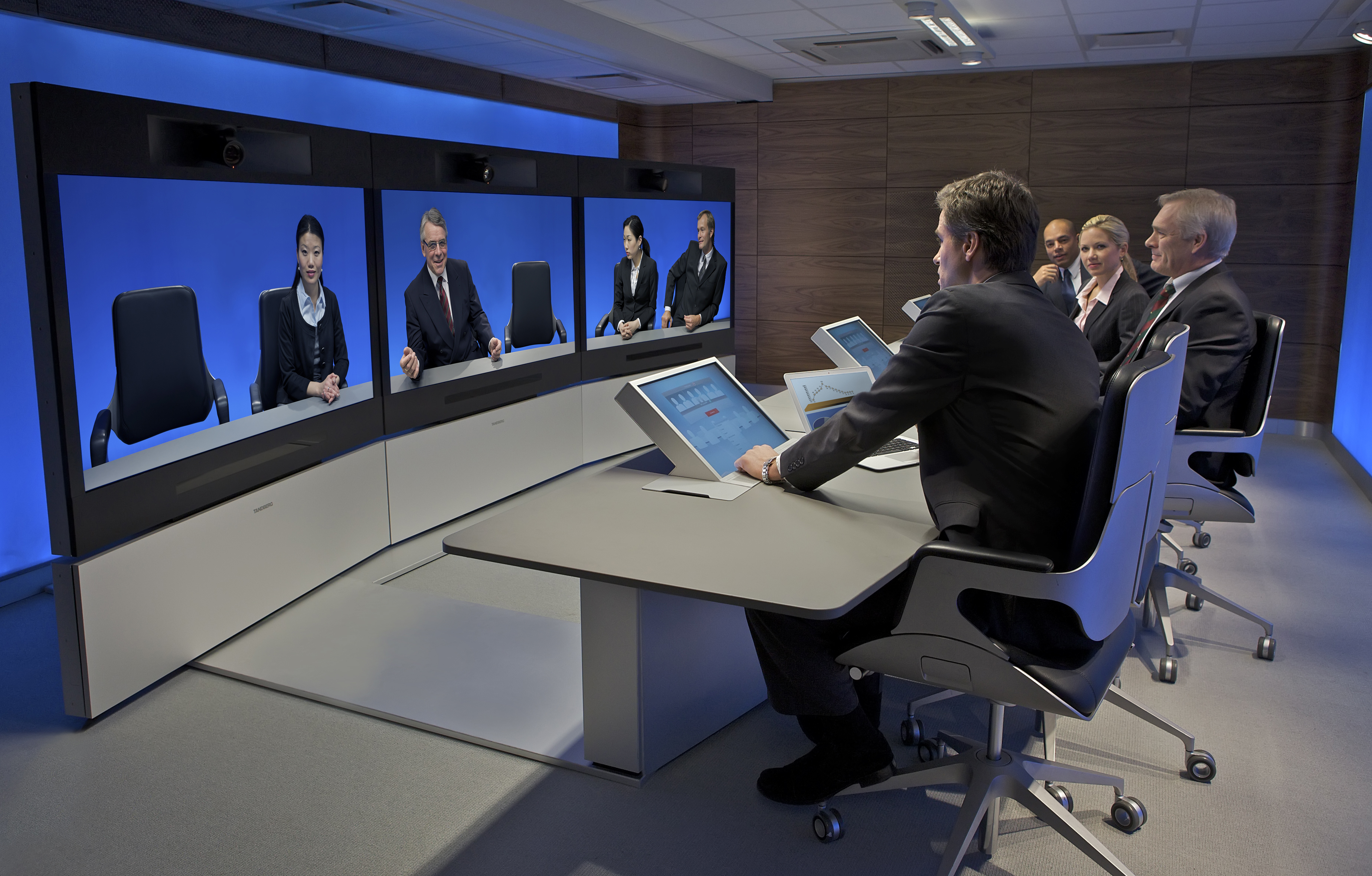
Tandberg T3 고해상도 원격 현장감(telepresence) 방

비디오컨퍼런싱(영어: videoconferencing) 또는 화상 회의(畫像會議)는 둘 이상의 위치에서 양방향 비디오 및 오디오 전송을 동시에 주고받게 하는 대화식 전기통신 기술의 집합이다. 시각 협업(visual collaboration)이라고도 부르며 그룹웨어의 일종이다.
화상회의는 공동보다 개인에 초점을 맞춘 화상전화와는 다르다. 이는 AT&T가 1970년대 초에 최초로 상용화한 화상 통화의 중간 형태이다.

## 추가 참조
- Biztech2 Actis Launches Mobile Videoconferencing Solution Biztech2.com website, August 25, 2009. Retrieved November 19, 2009.
- Davis, Andrew W. & Weinstein, Ira M. The Business Case for Videoconferencing 보관됨 2016-03-04 - 웨이백 머신, Wainhouse Research, March 2005.

## 같이 보기
- 웹컨퍼런싱